# Angel Kelly
Angel Kelly (Lansing, 7 dicembre 1962) è un'ex attrice pornografica e regista statunitense.

## Biografia
Con Jeannie Pepper e Heather Hunter, Kelly è stata tra le prime donne afro-americane di "cross over" nel flusso video porno. 
Kelly ha iniziato la sua attività cinematografica nel 1985. Durante il periodo in cui è stata più attiva, dal 1986 al 1988, ha preso parte a oltre 100 film originali, di cui 53 nel solo 1987, ma già agli inizi degli anni novanta stava apparendo in meno di cinque film l'anno. L'ultima apparizione di Kelly in un pornofilm originale è stata nel 1991. Nel 2005, Kelly è stata inserita nel Legends of Erotica Hall of Fame con la collega Porsche Lynn partecipando alla cerimonia di insediamento.
Kelly è stata inserita, inoltre, nella AVN Hall of Fame alla cerimonia del 2008 e l'anno successivo nell'XRCO Hall of Fame. 

## Riconoscimenti
- AVN Awards
  - 2008 – Hall of Fame[3]

- XRCO Awards
  - 2009 – Hall of Fame[4]

## Filmografia
- Balling for Dollars (1985)
- Chocolate Delights 2 (1985)
- Ebony and Ivory Sisters (1985)
- Hot Chocolate 2 (1985)
- More Chocolate Candy (1985)
- Wild Sex Stories (1985)
- Black Girls Do It Better (1986)
- Black Mystique (1986)
- Black Taboo 2 (1986)
- Black Valley Girls (1986)
- Blacks and Blondes 25 (1986)
- Call Girl (1986)
- Devil in Miss Dare (1986)
- Doctor Lust (1986)
- Doin' the Harlem Shuffle (1986)
- End Of Innocence (1986)
- Girls on F Street (1986)
- Honeymoon Harlots (1986)
- Hot And Nasty (1986)
- Hotter Chocolate (1986)
- Just the Two of Us (1986)
- Living in a Wet Dream (1986)
- Material Girl (1986)
- Naughty Girls Like it Big (1986)
- Pumping Irene 1 (1986)
- Saturday Night Beaver (1986)
- Sweat (1986)
- Swedish Erotica 71 (1986)
- Swedish Erotica 72 (1986)
- Thrill Of It (1986)
- Tracy Takes Paris (1986)
- Afro Erotica 10 (1987)
- Afro Erotica 12 (1987)
- Afro Erotica 13 (1987)
- Afro Erotica 19 (1987)
- Afro Erotica 20 (1987)
- Afro Erotica 8 (1987)
- Amazing Sex Stories 1 (1987)
- Angel Gets Even (1987)
- Angel's Got To Have It (1987)
- Black Angel (1987)
- Black Magic Sex Clinic (1987)
- Black on White (1987)
- Black Superstars (1987)
- Black To Africa (1987)
- Blowin the Whistle (1987)
- Boss (1987)
- Bottom Line (1987)
- Cheating (1987)
- Creatures of the Night (1987)
- Debbie Duz Dishes 3 (1987)
- Ebony Orgies (1987)
- Greatest Head Ever (1987)
- Guess Who Came at Dinner (1987)
- Harlem Candy (1987)
- Hot Rocks (1987)
- House of Sexual Fantasies (1987)
- I Am Curious Black (1987)
- In And Out Of Africa (1987)
- Jumpin' Black Flesh (1987)
- Load Warrior (1987)
- Load Warrior 2 (1987)
- Love Probe (1987)
- Lust Connection (1987)
- Mardi Gras Passions (1987)
- Night Games (1987)
- Out of Control (1987)
- Out Of Towner (1987)
- Phone Sex Girls 2 (1987)
- Play It Again Samantha (1987)
- Porn in the U.S.A. 2 (1987)
- Princess Charming (1987)
- Pumping Irene 2 (1987)
- Red Hot Roadrunner (1987)
- Restless Nights (1987)
- Secrets Behind the Censored Door (1987)
- Sexy Delights 2 (1987)
- Sins of the Wealthy 2 (1987)
- Sizzling Hot (1987)
- Star Cuts 91: Angel Kelly (1987)
- Star Cuts 98: Angel Kelly (1987)
- Sticky Situation (1987)
- Sweet Chocolate (1987)
- Sweet Things (1987)
- Tales of the Uncensored (1987)
- To Lust In LA (1987)
- Torrid Zone (1987)
- Trampire (1987)
- Weird Fantasy (1987)
- Where There's Smoke There's Fire (1987)
- World Of Good Safe And Unusual Sex (1987)
- Addicted to Love (1988)
- Afro Erotica 22 (1988)
- Afro Erotica 25 (1988)
- Afro Erotica 26 (1988)
- Afro Erotica 27 (1988)
- Afro Erotica 28 (1988)
- Alice In Blackland (1988)
- Alice In Whiteland (1988)
- Angel Kelly Raw (1988)
- Angela Baron Behind the Scenes (1988)
- Best of Angel Kelly (1988)
- Biloxi Babes (1988)
- Black Satin Nights (1988)
- Black Voodoo (1988)
- Built For Sex (1988)
- Dark And Sweet (1988)
- Debbie Class of 88 (1988)
- Debbie Goes to Hawaii (1988)
- Ebony and Ivory Fantasies (1988)
- Ebony Dreams (1988)
- Fatal Passion (1988)
- Flaming Tongues 3 (1988)
- Girls Who Dig Girls 6 (1988)
- HHHot TV 1 (1988)
- Hill Street Blacks 2 (1988)
- I Cream Of Genie (1988)
- I Love You Molly Flynn (1988)
- Lady in Black (1988)
- Lust Incorporated (1988)
- Making Ends Meet (1988)
- No Man's Land 1 (1988)
- Only the Best of Black and White and Pink Inside (1988)
- Oral Ecstasy 3 (1988)
- Partners In Sex (1988)
- Sins of Angel Kelly (1988)
- Soul Games (1988)
- Star Cuts 105: Angel Kelly (1988)
- Star Cuts 120: Angel Kelly (1988)
- Three-way Lust (1988)
- Welcome to the Jungle (1988)
- Wet Strokes (1988)
- Afro Erotica 31 (1989)
- Afro Erotica 33 (1989)
- Cherry Pickers (1989)
- Detroit Dames (1989)
- Fantasy Couples (1989)
- Fantasy Girls (1989)
- Girls Who Dig Girls 10 (1989)
- Girls Who Dig Girls 15 (1989)
- Girls Who Dig Girls 7 (1989)
- Girls Who Love Girls 10 (1989)
- Girls Who Love Girls 17 (1989)
- Girls Who Love Girls 5 (1989)
- Girls Who Love Girls 8 (1989)
- Jungle Juice (1989)
- Lacy Affair 3 (1989)
- Little Miss Dangerous (1989)
- More The Merrier (1989)
- Sharon Mitchell Non-stop (1989)
- Sorority Pink 1 (1989)
- Sorority Pink 2 (1989)
- Swedish Erotica Featurettes 1 (1989)
- Swedish Erotica Featurettes 2 (1989)
- Taste of Angel (1989)
- Three for All (1989)
- Video Voyeur 2 (1989)
- Angel Kelly X-posed (1990)
- Backing In 1 (1990)
- Best of Ron Jeremy (1990)
- Blackman And Anal Woman (1990)
- Diamond Collection Double X 33 (1990)
- Erotic Explosions 11 (1990)
- Erotic Explosions 3 (1990)
- Only the Best of Barbara Dare (1990)
- Taste of Sahara (1990)
- Backing In 2 (1991)
- Barlow Affair (1991)
- Even More Dangerous (1991)
- HHHot TV 2 (1991)
- Lethal Passion (1991)
- Wet Kink (1991)
- Ebony Love (1992)
- Erotic Explosions 13 (1992)
- Only the Best of Girls with Curves (1992)
- In And Out Of Africa (new) (1993)
- Living in a Wet Dream (new) (1993)
- Play It Again Samantha (new) (1993)
- Saturday Night Beaver (new) (1993)
- Swedish Erotica Hard 25 (1993)
- Sextasy 9: Eager Beavers (1998)
- Blue Vanities 320 (1999)
- Swedish Erotica 4Hr 18 (2003)
- Swedish Erotica 4Hr 4 (2003)
- Swedish Erotica 4Hr 5 (2003)
- Swedish Erotica 4Hr 7 (2003)
- Swedish Erotica 4Hr 8 (2003)
- Swedish Erotica 101 (2007)
- Swedish Erotica 113 (2007)
- Swedish Erotica 82 (new) (2007)
- Swedish Erotica 98 (2007)
- Dick Tales
- Foxy Ladies